# Jan Gałązka (poseł)
Jan Gałązka (ur. 8 października 1912 w Gliwicach, zm. 1984) – polski działacz polityczny na Górnym Śląsku, wiceprezydent Gliwic, poseł na Sejm PRL II, III i IV kadencji (1957–1969) z ramienia PZPR.

## Życiorys
Kształcił się w Polskim Gimnazjum w Bytomiu, Wyższej Szkole Pedagogicznej oraz na Uniwersytecie Wrocławskim, z którego został usunięty wraz z innymi Polakami w czerwcu 1939. Należał do Związku Polaków w Niemczech, Związku Akademików Polaków w Niemczech oraz Polskiej Bursy Akademickiej. W czasie II wojny światowej wcielony do Wehrmachtu, z którego zbiegł podczas wojny niemiecko-radzieckiej. Od tego czasu pracował jako oficer wychowawczy w Wojsku Polskim, przeszedł szlak bojowy do Berlina. Po 1945 pozostał w zawodzie oficera polityczno-wychowawczego (pracował w Brzegu i Wrocławiu) do 1950, następnie urzędował jako kierownik Wydziału Gospodarki Komunalnej Powiatowej Rady Narodowej w Gliwicach. Sprawował funkcję wiceprzewodniczącego prezydium Miejskiej Rady Narodowej w Gliwicach. W 1957 uzyskał mandat posła na Sejm PRL II kadencji w okręgu Gliwice. Należał do Komisji Budownictwa i Gospodarki Komunalnej oraz Nadzwyczajnej Ziem Zachodnich. Wybierany ponownie w latach 1961 i 1965 z tego samego okręgu kontynuował pracę w pierwszej z tych Komisji (Nadzwyczajna Ziem Zachodnich została zniesiona), był również członkiem Komisji Gospodarki Morskiej i Żeglugi (w obu kadencjach).

## Odznaczenia
- Srebrny Krzyż Zasługi
- Medal 10-lecia Polski Ludowej
- Odznaka Grunwaldzka[2]
- Odznaka 1000-lecia Państwa Polskiego (1966)[3]